# 魔法皇冠
〈魔法皇冠〉（英語：Evergreen）是《探險活寶》第六季的第24集。在卡通頻道2015年1月15日播出。在這一集裡，背景在數百萬年前，長青與他的年輕徒弟甘特的故事，長青試圖用一個神奇的皇冠想要拯救地球避免被即將而來的彗星摧毀，但在即將完成之際，被因偷走寶石的而生氣的火山象襲擊，導致被壓在自家的冰柱下，最後由甘特戴上皇冠，卻未能成功阻止彗星的撞擊。